# سفارة لبنان في المملكة المتحدة
سفارة لبنان في المملكة المتحدة هي أرفع تمثيل دبلوماسي لدولة لبنان لدى المملكة المتحدة. تقع السفارة في لندن وهي تهدف لتعزيز المصالح اللبنانية في المملكة المتحدة.

## وصلات خارجية
- قائمة سفارات لبنان
- قائمة السفارات في المملكة المتحدة